# Pueblo Viejo (San Mateo Yucutindó)
Pueblo Viejo es una comunidad en el municipio de San Mateo Yucutindoo en el estado de Oaxaca. Pueblo Viejo está a 1592 metros de altitud.

## Geografía
Está ubicada a 16° 25' 18.84" latitud norte y 97° 18' 1.08" longitud oeste.

## Población
Según el censo de población de INEGI del 2010: la comunidad cuenta con una población total de 290 habitantes, de los cuales 139 son mujeres y 151 son hombres. Del total de la población 1 personas hablan alguna lengua indígena.

## Ocupación
El total de la población económicamente activa es de 84 habitantes, de los cuales 81 son hombres y 3 son mujeres.